# Kronogram

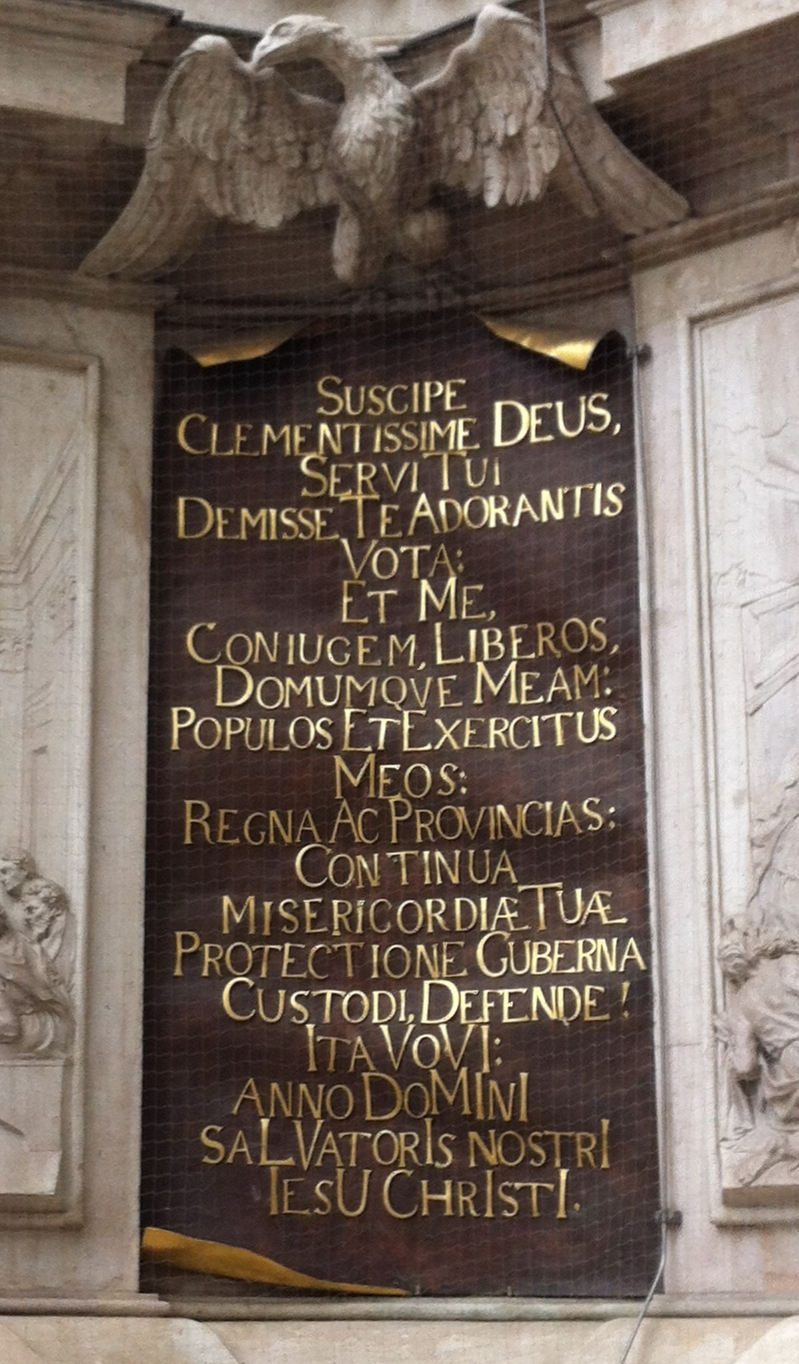
Pestpelare i Wien (1679), kronogram i de sista fyra raderna.

Kronogram (av grekiska chronos, tid, och gramma, bokstav) eller kronostikon (av grekiska stichos, rad), är ett sätt att beteckna ett årtal med ett ord eller en mening. Årtalet finner man genom att i ordet eller meningen sätta varje M = 1,000, D = 500, C = 100, L = 50, X = 10, U eller V = 5 samt I = 1; de nämnda bokstäverna tecknas för tydlighetens skull vanligen med versaler. Så är till exempel MVnDVs (= mundus, världen) ett kronogram för årtalet 1510. Utgörs kronogrammet av en enda versrad, kallas det eteostikon (av grekiskan etos, år); består det av två verser, kallas det kronodistikon. Under 1600-talet förekom kronogram ibland på boktitlar i stället för tryckår. Så till exempel anges på en av Gustaf II Adolf utfärdad förplägningsordonnans av 3 maj 1632 årtalet genom meningen: O herr VVIe Lang Verbergst DV Dann Das antLItz Vor Vns (= O Herr wie lang verbergst du dann das antlitz vor uns; ”Herre, hur länge vill du dölja ditt ansikte för oss?”).
Bokstaven Y kan läsas som I + I = 2, och W som V + V = 10.
I det "rena kronogrammet" innehåller varje ord en siffra; det "naturliga kronogrammet" visar alla siffror i rätt numerisk ordning, till exempel  AMORE MATVRITAS = MMVI = 2006. 
På svenska tryckalster förekommer kronogram mera sällan.